# Аджимен, Фрима
Фри́ма А́джимен (англ. Freema Agyeman, имя при рождении — Frema Agyeman, род. 20 марта 1979, Лондон) — британская актриса, наиболее известная по ролям Марты Джонс в научно-фантастическом телесериале Би-би-си «Доктор Кто» (2007—2010), Аманиты в научно-фантастическом сериале Netflix «Восьмое чувство» (2015—2018) и доктора Хелен Шарп в медицинском телесериале NBC «Новый Амстердам» (2018—2023).

## Ранняя жизнь
Фрима Аджимен выросла в микрорайоне Вудберри-Даун в лондонском районе Хакни. Её мать Азар — из иранских курдов, а отец Озей — уроженец Ганы. Они развелись, когда она была ещё ребёнком. Фрима жила с мамой, но отец всегда помогал им, помогает и сейчас. Также у неё есть младший брат Доменик, и старшая сестра Лейла.
Аджиман получила образование в католической школе Our Lady’s Convent RC High School, затем посещала католическую школу в Стэмфорд-Хилле и театральную школу имени Анны Шэр в Ислингтоне. Она обучалась исполнительскому искусству и драме в университете Мидлсекс, окончила его в 2000 году. У неё есть опыт боевого искусства, к которому она обратилась, чтобы усовершенствовать свою физическую форму для роли в телесериале «Доктор Кто».

## Карьера
Во время начала карьеры Аджимен решила выбрать другое написание своего имени (англ. Frema) в качестве профессионального, англ. Freema, чтобы избежать неправильного произношения. До участия в сериале «Доктор Кто» самой известной ролью была Лола Уайз в возрождённом мыльной опере ITV «Перекрёсток».
Создатели научно-фантастического телесериала Би-би-си «Доктор Кто» предложили Фриме сначала попробоваться на роль Салли Джейкобс (секретарши Гарриет Джонс) в спецвыпуске «Рождественское вторжение».. В итоге ей предложили роль в одной из последних серий второго сезона: она сыграла одну из сотрудниц Торчвуда, убитую киберлюдьми. После этого продюсеры пригласили её на прослушивание на роль Марты Джонс, новой спутницы Доктора, которую она сыграла в 3-м сезоне (2007). Также появилась в этой роли в 4-м сезоне и во 2-м сезоне телесериала «Торчвуд» (2008).
Аджимен сыграла Тэттикорэм в мини-сериале Би-би-си «Крошка Доррит» (2008), адаптации одноимённого романа Чарльза Диккенса. В 2009—2012 годах Аджимен исполняла роль прокурора Алиши Филлипс в сериале «Закон и порядок: Лондон», адаптации американского телесериала «Закон и порядок». В марте 2012 года было объявлено, что Аджимен сыграет Лариссу в пилотной серии телесериала «Дневники Кэрри» (2013—2014), приквела сериала «Секс в большом городе». В 2013 году она сыграла роль Шелли в детском телесериале CBeebies «Лодка старого Джека».
В 2015 году Аджимен появилась в телесериале Netflix «Восьмое чувство» (2015—2018), который создан Джозефом Майклом Стражински и сёстрами Вачовски. Она сыграла роль Аманиты, девушки Номи, трансгендерной блогерши и хактивистки. В 2018 году Аджимен стала частью актёрского состава медицинского телесериала NBC «Новый Амстердам», где до 2023 года исполняла роль доктора Хелен Шарп, начальницы онкогематологического отделения.

## Фильмография
| Год       |    | Русское название                    | Оригинальное название          | Роль                                   |
| --------- | -- | ----------------------------------- | ------------------------------ | -------------------------------------- |
| 2003      | с  | Перекрёсток                         | Crossroads                     | Лола Уайз                              |
| 2004      | с  | Катастрофа@Холби Сити               | Casualty@Holby City            | Кейт Хиндли                            |
| 2004      | с  | Чисто английское убийство           | The Bill                       | Дженна Картер                          |
| 2005      | с  | Стюардессы                          | Mile High                      | девушка                                |
| 2005      | с  | Немой свидетель                     | Silent Witness                 | Мэри Огден                             |
| 2006      | ф  | Правители и дилеры                  | Rulers and Dealers             | Нана                                   |
| 2006      | с  | Доктор Кто                          | Doctor Who                     | Адеола Ошоди (серия «Армия призраков») |
| 2007—2010 | с  | Доктор Кто                          | Doctor Who                     | Марта Джонс                            |
| 2007      | мс | Доктор Кто: В поисках Бесконечности | Doctor Who: The Infinite Quest | Марта Джонс (озвучивание)              |
| 2008      | с  | Торчвуд                             | Torchwood                      | Марта Джонс                            |
| 2008      | с  | Крошка Доррит                       | Little Dorrit                  | Тэттикорэм                             |
| 2008      | с  | Выжившие                            | Survivors                      | Дженни Уолш                            |
| 2009—2012 | с  | Закон и порядок: Лондон             | Law & Order: UK                | Алиша Филлипс                          |
| 2013—2015 | с  | Дневники Кэрри                      | The Carrie Diaries             | Лариса Лэнгтон                         |
| 2013—2015 | с  | Лодка старого Джека                 | Old Jack's Boat                | Шелли                                  |
| 2015—2018 | с  | Восьмое чувство                     | Sense8                         | Аманита                                |
| 2015      | ф  | North v South                       | North v South                  | Пенни                                  |
| 2017      | ф  | Натуральные упыри                   | Eat Locals                     | Энжел                                  |
| 2018—2023 | с  | Новый Амстердам                     | New Amsterdam                  | доктор Хелен Шарп                      |
| 2021      | ф  | Матрица: Воскрешение                | The Matrix Resurrections       | Астра                                  |
| 2023      | с  | Дримленд                            | Dreamland                      | Триш                                   |